# Henri Alekan

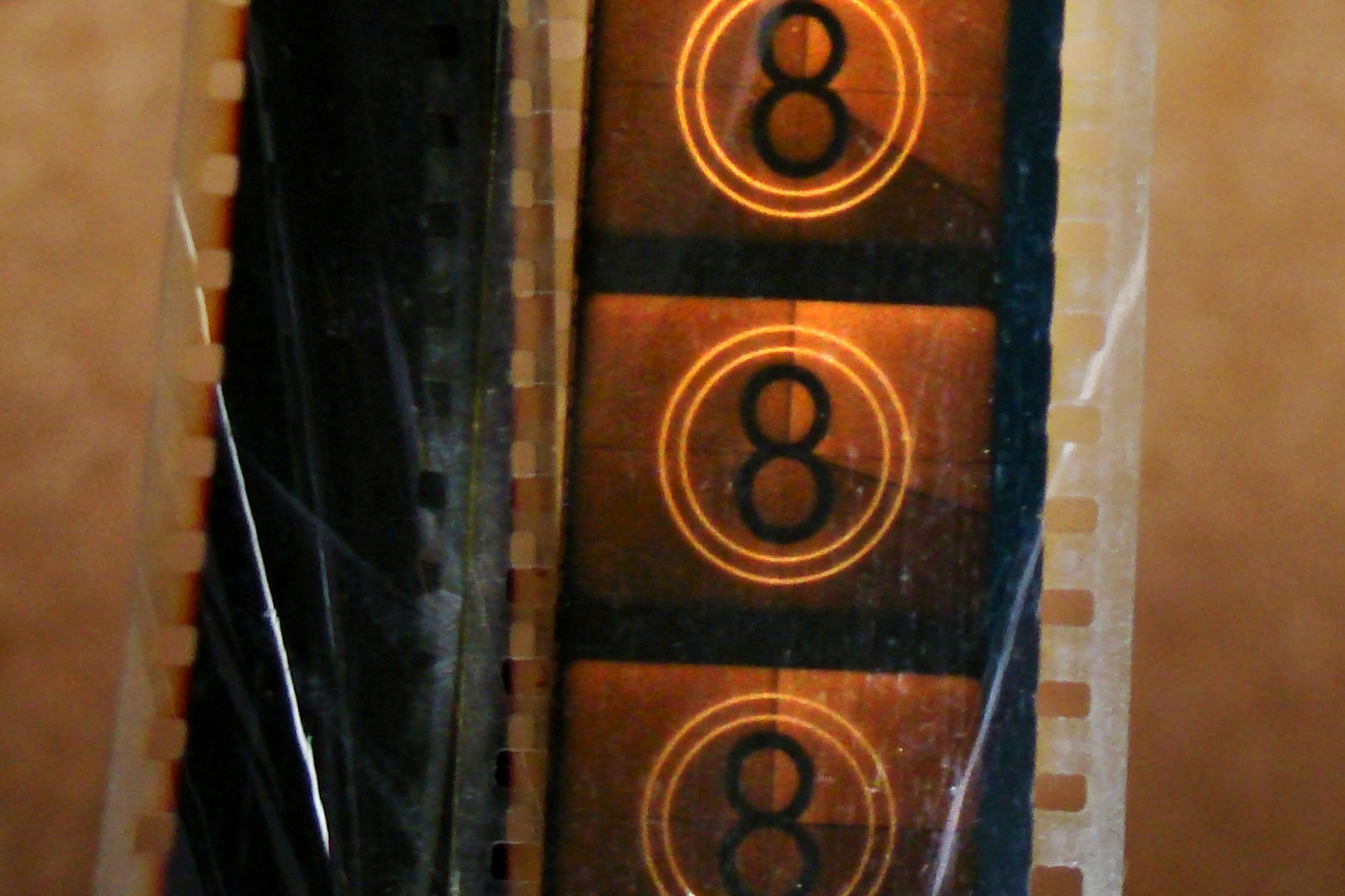
"8" en el inicio de un rollo de película para la proyección.

Henri Alekan (París, 10 de febrero de 1909 - Auxerre, 15 de junio de 2001) fue un director de fotografía francés. Calificado como el "poeta de la luz".

## Biografía
Se inició en el mundo del cine en 1929 como asistente de cámara y de iluminación y en 1936 debutó como director de fotografía con La vie est à nous, filme coral dirigido por ocho realizadores entre los que estaban Henri Cartier-Bresson y Jean Renoir. Trabajó con realizadores como Jean Cocteau, Andre Cayatte, Julien Duvivier, Abel Gance, William Wyler, Jules Dassin, René Clement, Joseph Losey y Wim Wenders.

## Obra
En su filmografía destacan películas como:
- La bella y la bestia (1946), de Jean Cocteau.
- Vacaciones en Roma (1953), de William Wyler, por cuyo trabajo fue nominado al Oscar.
- Topkapi (1964), de Jules Dassin.
- Mayerling (1968), de Terence Young.
- Sol rojo (1971), de Terence Young.
- La caza humana (1970), de Joseph Losey.
- El techo de la ballena (1982), de Raúl Ruiz.
- El cielo sobre Berlín (1987), de Wim Wenders.

En 1983 recibió un Óscar honorífico por toda su carrera.[cita requerida]